# Nuoto ai Giochi della XXVIII Olimpiade - 200 metri misti maschili
La gara dei 200 metri misti maschili dei Giochi di Atene 2004 si svolse il 18 e 19 agosto. Gli atleti iscritti alla gara furono 50, in rappresentanza di 42 nazioni. 

## Record
Prima di questa competizione, il record del mondo (WR) e il record olimpico (OR) erano i seguenti.
| Record mondiale | 1'55"94 | Michael Phelps Stati Uniti   | 9 agosto 2003 College Park, Stati Uniti |
| Record olimpico | 1'58"98 | Massimiliano Rosolino Italia | 21 settembre 2000 Sydney, Australia     |

Durante l'evento sono stati migliorati i seguenti record:
| Data      | Evento       | Atleta         | Nazione     | Tempo   | Record          |
| --------- | ------------ | -------------- | ----------- | ------- | --------------- |
| 18 agosto | Semifinale 1 | Michael Phelps | Stati Uniti | 1'58"52 | Record olimpico |
| 19 agosto | Finale       | Michael Phelps | Stati Uniti | 1'57"14 | Record olimpico |

## Batterie
Si sono svolte 7 batterie di qualificazione. I primi 16 atleti si sono qualificati per le semifinali.
| Pos. | Batteria | Corsia | Atleta                  | Nazione           | Tempo   | Note |
| ---- | -------- | ------ | ----------------------- | ----------------- | ------- | ---- |
| 1    | 6        | 3      | László Cseh             | Ungheria          | 1'59"50 | Q    |
| 2    | 7        | 4      | Michael Phelps          | Stati Uniti       | 2'00"01 | Q    |
| 3    | 5        | 4      | George Bovell           | Trinidad e Tobago | 2'00"65 | Q    |
| 4    | 7        | 3      | Jiro Miki               | Giappone          | 2'00"93 | Q    |
| 5    | 7        | 5      | Thiago Pereira          | Brasile           | 2'01"12 | Q    |
| 6    | 6        | 6      | Alessio Boggiatto       | Italia            | 2'01"30 | Q    |
| 7    | 6        | 8      | Dean Kent               | Nuova Zelanda     | 2'01"31 | Q    |
| 8    | 6        | 7      | Vytautas Janušaitis     | Lituania          | 2'01"32 | Q    |
| 9    | 7        | 6      | Takahiro Mori           | Giappone          | 2'01"33 | Q    |
| 10   | 6        | 4      | Ryan Lochte             | Stati Uniti       | 2'01"41 | Q    |
| 11   | 6        | 5      | Massimiliano Rosolino   | Italia            | 2'01"56 | Q    |
| 12   | 7        | 2      | Robin Francis           | Gran Bretagna     | 2'01"57 | Q    |
| 13   | 6        | 2      | Adrian Turner           | Gran Bretagna     | 2'01"73 | Q    |
| 14   | 7        | 7      | Tamás Kerékjártó        | Ungheria          | 2'01"75 | Q    |
| 15   | 5        | 2      | Oussama Mellouli        | Tunisia           | 2'01"94 | Q,   |
| 16   | 4        | 4      | Iōannīs Kokkōdīs        | Grecia            | 2'02"11 | Q    |
| 17   | 7        | 1      | Adam Lucas              | Australia         | 2'02"12 |      |
| 18   | 4        | 3      | Michail Aleksandrov     | Bulgaria          | 2'02"39 |      |
| 19   | 6        | 1      | Zhao Tao                | Cina              | 2'02"41 |      |
| 20   | 5        | 5      | Jani Sievinen           | Finlandia         | 2'02"79 |      |
| 21   | 5        | 7      | Christian Keller        | Germania          | 2'02"93 |      |
| 22   | 4        | 5      | Serhij Sergejev         | Ucraina           | 2'03"26 |      |
| 23   | 4        | 8      | Bradley Ally            | Barbados          | 2'03"29 |      |
| 24   | 5        | 8      | Wu Peng                 | Cina              | 2'03"60 |      |
| 25   | 4        | 7      | Guntars Deičmans        | Lettonia          | 2'03"68 |      |
| 26   | 5        | 1      | Diogo Yabe              | Brasile           | 2'03"86 |      |
| 27   | 5        | 3      | Justin Norris           | Australia         | 2'03"87 |      |
| 28   | 5        | 6      | Brian Johns             | Canada            | 2'03"95 |      |
| 29   | 7        | 8      | Aleksej Zacepin         | Russia            | 2'04"11 |      |
| 30   | 4        | 6      | Jeremy Knowles          | Bahamas           | 2'04"22 |      |
| 31   | 3        | 6      | Jacob Carstensen        | Danimarca         | 2'04"80 |      |
| 32   | 3        | 3      | Kim Bang-hyun           | Corea del Sud     | 2'05"06 |      |
| 33   | 3        | 2      | Miguel Molina           | Filippine         | 2'05"28 |      |
| 34   | 3        | 4      | Krešimir Čač            | Croazia           | 2'05"33 |      |
| 35   | 2        | 4      | Raouf Benabid           | Algeria           | 2'06"34 |      |
| 36   | 2        | 6      | Hocine Haciane          | Andorra           | 2'06"48 |      |
| 37   | 4        | 1      | Darian Townsend         | Sudafrica         | 2'07"04 |      |
| 38   | 2        | 3      | Aleksandar Miladinovski | Macedonia         | 2'07"39 |      |
| 39   | 3        | 5      | Andrei Zaharov          | Moldavia          | 2'07"40 |      |
| 40   | 3        | 1      | Albert Sutanto          | Indonesia         | 2'07"55 |      |
| 41   | 2        | 1      | Andrew Mackay           | Isole Cayman      | 2'07"65 |      |
| 42   | 2        | 2      | Oleg Pukhnatiy          | Uzbekistan        | 2'08"24 |      |
| 43   | 3        | 7      | Gary Tan                | Singapore         | 2'08"44 |      |
| 44   | 2        | 7      | Wu Nien-pin             | Taipei cinese     | 2'08"72 |      |
| 45   | 1        | 4      | Jorge Oliver            | Porto Rico        | 2'08"84 |      |
| 45   | 2        | 5      | Orel Oral               | Turchia           | 2'08"84 |      |
| 47   | 3        | 8      | Malick Fall             | Senegal           | 2'12"13 |      |
| 48   | 1        | 3      | Geōrgios Dīmītriadīs    | Cipro             | 2'12"27 |      |
| —    | 1        | 5      | Evgenij Ryžkov          | Kazakistan        | SQ      |      |
| —    | 4        | 2      | Peter Mankoč            | Slovenia          | NP      |      |

## Semifinali

### Semifinale 1
| Pos. | Corsia | Atleta              | Nazione       | Tempo   | Note |
| ---- | ------ | ------------------- | ------------- | ------- | ---- |
| 1    | 4      | Michael Phelps      | Stati Uniti   | 1'58"52 | Q,   |
| 2    | 2      | Ryan Lochte         | Stati Uniti   | 1'59"58 | Q    |
| 3    | 6      | Vytautas Janušaitis | Lituania      | 2'00"57 | Q    |
| 4    | 5      | Jiro Miki           | Giappone      | 2'01"09 | Q    |
| 5    | 3      | Alessio Boggiatto   | Italia        | 2'01"27 |      |
| 6    | 8      | Iōannīs Kokkōdīs    | Grecia        | 2'01"57 |      |
| 7    | 1      | Tamás Kerékjártó    | Ungheria      | 2'01"89 |      |
| 8    | 7      | Robin Francis       | Gran Bretagna | 2'03"85 |      |

### Semifinale 2
| Pos. | Corsia | Atleta                | Nazione           | Tempo   | Note  |
| ---- | ------ | --------------------- | ----------------- | ------- | ----- |
| 1    | 4      | László Cseh           | Ungheria          | 1'59"65 | Q     |
| 2    | 3      | Thiago Pereira        | Brasile           | 2'00"07 | Q     |
| 3    | 5      | George Bovell         | Trinidad e Tobago | 2'00"31 | Q     |
| 4    | 2      | Takahiro Mori         | Giappone          | 2'00"57 | Q     |
| 5    | 8      | Oussama Mellouli      | Tunisia           | 2'01"11 | [ 1 ] |
| 6    | 7      | Massimiliano Rosolino | Italia            | 2'01"29 |       |
| 7    | 6      | Dean Kent             | Nuova Zelanda     | 2'01"94 |       |
| 8    | 1      | Adrian Turner         | Gran Bretagna     | 2'02"86 |       |

## Finale
| Pos.    | Corsia | Atleta              | Nazionalità       | Tempo   | Note            |
| ------- | ------ | ------------------- | ----------------- | ------- | --------------- |
| Oro     | 4      | Michael Phelps      | Stati Uniti       | 1'57"14 | Record olimpico |
| Argento | 5      | Ryan Lochte         | Stati Uniti       | 1'58"78 |                 |
| Bronzo  | 2      | George Bovell       | Trinidad e Tobago | 1'58"80 |                 |
| 4       | 3      | László Cseh         | Ungheria          | 1'58"84 |                 |
| 5       | 6      | Thiago Pereira      | Brasile           | 2'00"11 |                 |
| 6       | 1      | Takahiro Mori       | Giappone          | 2'00"60 |                 |
| 7       | 7      | Vytautas Janušaitis | Lituania          | 2'01"28 |                 |
| 8       | 8      | Jiro Miki           | Giappone          | 2'02"16 |                 |